# Rue Raoul-Wallenberg
La rue Raoul-Wallenberg est une rue du 19e arrondissement de Paris

## Situation et accès
Elle aboutit au Pré-Saint-Gervais, dans le quartier d'Amérique.
Ce site est desservi par la station de métro Porte des Lilas.

## Origine du nom

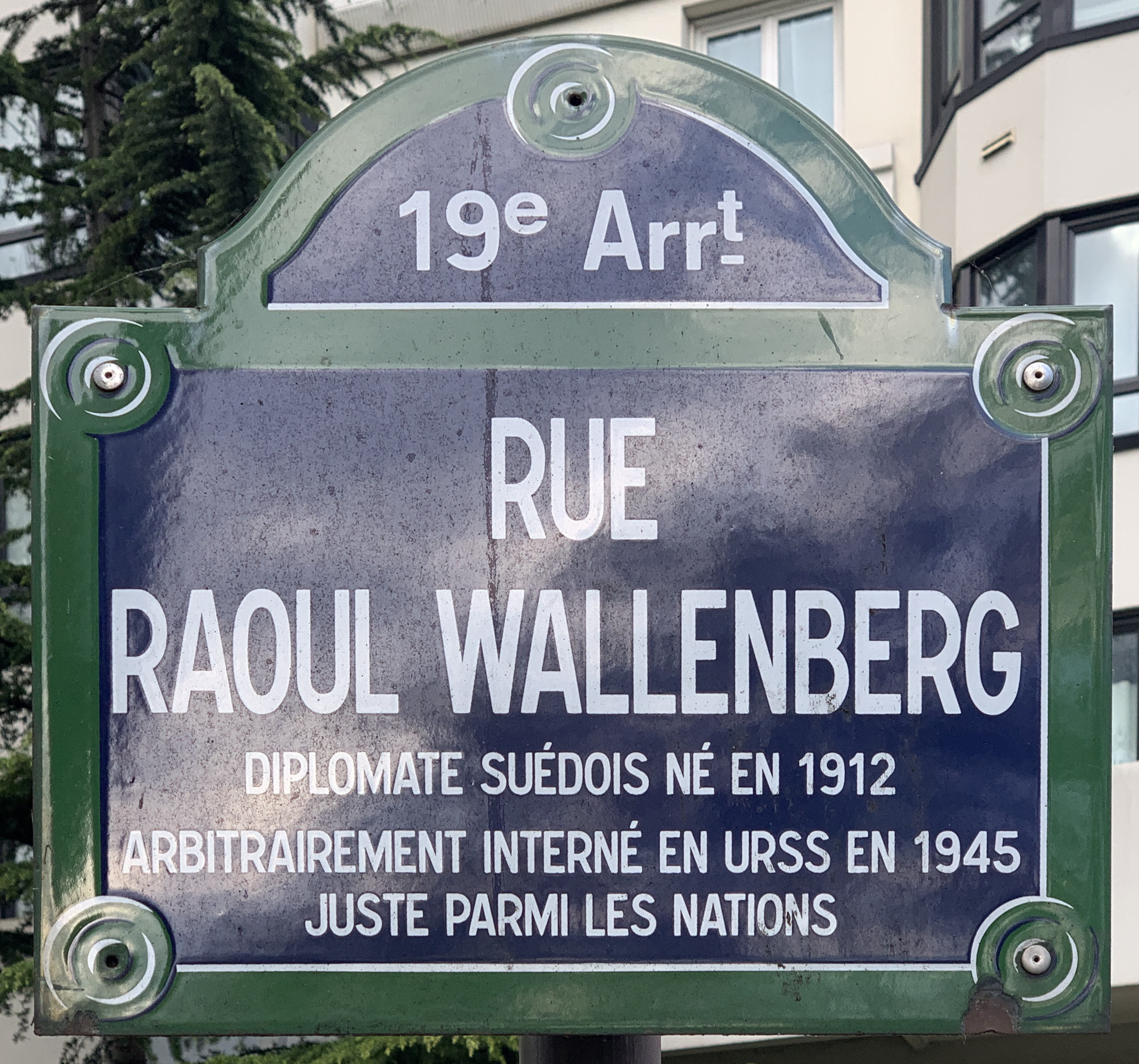
Plaque de la rue.

Le nom de cette rue rend hommage à Raoul Wallenberg (1912-1952), diplomate suédois et Juste parmi les nations qui sauva la vie de plusieurs dizaines de milliers de Juifs (entre 30 000 et 100 000) à Budapest pendant la Seconde Guerre mondiale.

## Historique
La voie est créée dans le cadre de l'aménagement de la ZAC Porte-des-Lilas sous le nom provisoire de « voie CQ/19 » et prend sa dénomination actuelle par un arrêté municipal du 25 octobre 2005. Elle est inaugurée le 24 mars 2007.